# فيكتور كاناس
فيكتور كاناس (بالإسبانية: Víctor Cañas)‏ هو دبلوماسي ومهندس معماري كوستاريكي، ولد في 26 فبراير 1947 في سان خوسيه في كوستاريكا.